# Benoît Mariage
Benoît Mariage (Virton, 19 de julio de 1961) es un director de cine y realizador belga.

## Biografía
Licenciado en Derecho por la UCL de la Universidad Católica de Lovaina obtuvo en 1987 un diploma en dirección del Instituto Nacional Superior de Difusión de las Artes Escénicas y Técnicas de Bruselas. Inició su carrera profesional con reportajes fotográficos para el periódico 'Vers L'Avenir' 'antes de dar sus primeros pasos como director en la serie televisiva de la RTBF' 'Strip- tease, en la que dirigió numerosas secuencias.
Luego creó su propia productora para la que dirigió varios documentales, algunos de los cuales tenían África como eje central. En 1992, interpretó a un periodista en la película "Sucedió cerca de ti". En 1997 dirigió su primera película de ficción:  Le Signaleur , un cortometraje rodado en blanco y negro, con el que ganó, entre otras galardones, el Gran Premio de la crítica en Cannes así como el Premio del Jurado del  Festival de Clermont-Ferrand en 1998.
En 1999,  Les convoyeurs attendent  recibió el Caballo de Bronce del  Festival Internacional de Cine de Estocolmo.

## Filmografía
- La Terre n'est pas une poubelle (1996)
- Le Signaleur (corto) (1997)
- Les convoyeurs attendent (1999)
- Némadis, des années sans nouvelles (2000)
- L'Autre (2003)
- Cowboy (2007)
- Les Rayures du zèbre (2014)
- Mon Ket de François Damiens (2018)
- Saint Habib (2020)

## Premios y distinciones
Festival Internacional de Cine de Cannes
| Año  | Categoría     | Película     | Resultado |
| ---- | ------------- | ------------ | --------- |
| 1997 | Premio Canal+ | Le signaleur | Ganador   |